# Kolonizacja józefińska

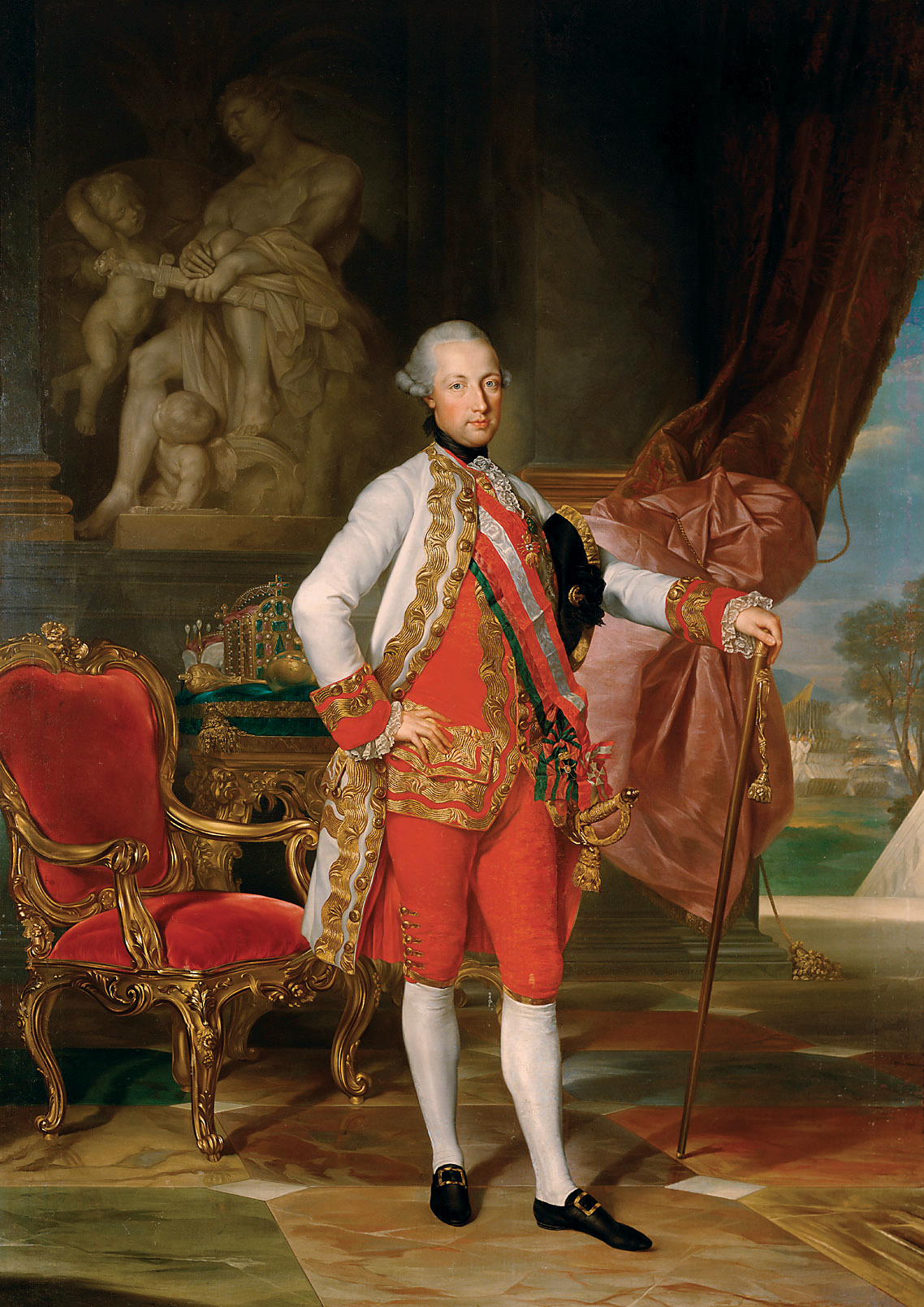
Józef II Habsburg

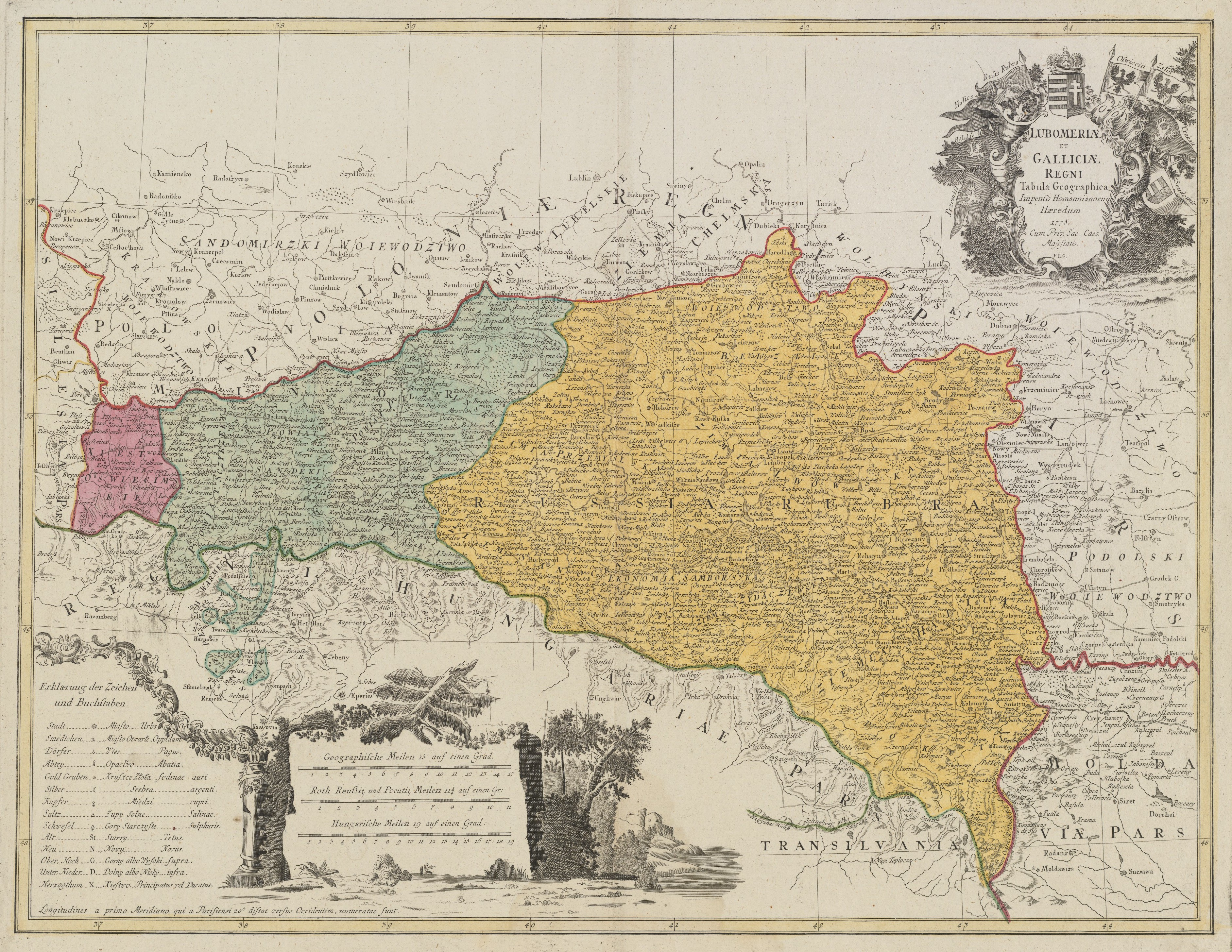
Mapa Królestwa Galicji i Lodomerii z 1775 roku, na kolorowym tle zaznaczono:
----
żółty – Ruś Czerwona (Russia Rubra)
zielony – Małopolska (Polonia Minor)
czerwony – Księstwo oświęcimskie

Kolonizacja józefińska (niem. Josephinische Kolonisation) – planowa akcja osadnicza, prowadzona przez cesarza Józefa II w końcu XVIII w., głównie w Galicji (Zabór austriacki). Koloniści józefińscy zasilili społeczność mniejszości niemieckiej Galicji.

## Wcześniejsze kolonizacje
Już wcześniej w XVIII wieku władcy habsburscy starali się kolonizować oderwane od imperium osmańskiego obszary Węgier, Banatu czy Baczki.
Pierwszą nowożytną niemiecko-protestancką kolonią na terenie przyszłej Galicji powstałą w połowie XVIII wieku były Zaleszczyki. Zorganizowaną akcję kolonizacyjną w dobrach rządowych monarchii austro-węgierskiej zainicjowała Maria Teresa. Wydany przez nią patent kolonizacyjny z października 1774 r. dopuszczał tylko kolonizację rzemieślniczą w miastach. Część pierwsza patentu zapraszała postronnych wiary katolickiej i greckiej, unickiej, kupców, w sztukach biegłych rękodzielników i rzemieślników do osiedlania się w galicyjskich miastach bez żadnych ograniczeń a część druga dotyczyła protestantów i wyznaczała im cztery miasta, w których mogli się osiedlać. Były to: Lwów, Jarosław, Zamość (który odpadł w 1809), Zaleszczyki. Dodatkowo do podobnej kolonizacji rzemieślniczej przewidziano Kazimierz (który jednak odpadł jeszcze w 1774) i Brody, które najpierw należało odkupić od rąk prywatnych. Warunki, stawiane osadnikom miały zapobiec protestom galicyjskich katolików przeciwko sprowadzaniu protestanckich osadników-rolników; częściowo wynikały także z niechęci cesarzowej do protestantów. Patent zapewniał kolonistom jedynie zwolnienie z opłat cechowych i podatków przez okres 6 lat i przyniósł niewielkie efekty.

## Kolonizacja józefińska
Gorącym zwolennikiem kolonizacji był syn cesarzowej, Józef II, który po śmierci matki objął tron. Podpisany przez niego w dniu 17 września 1781 r. patent cesarski – wzorujący się na rozwiązaniach kolonizacyjnych Fryderyka Wielkiego – rozpoczął kolonizację na szeroką skalę. Dokument ten, dopuszczał – oprócz osadnictwa miejskiego – także kolonizację rolniczą. Dodatkowy patent z 11 listopada 1781 dopuścił także osadnictwo protestantów.
Oficjalnym celem akcji miało być przyjście krajowi z pomocą w podniesieniu stanu gospodarki. Jako tereny dla przyszłych osadników przeznaczono głównie folwarki dóbr kameralnych (dawne królewszczyzny) i ziemie zlikwidowanych klasztorów.
Osady lokowano obok istniejących wsi, z wytyczeniem odrębnego układu urbanistycznego, często w układzie zabudowy łańcuchowej (tzw. łańcuchówka) lub w obrębie istniejących wsi (w grupach nie mniejszych, niż 6 rodzin), poszerzając ich zabudowę poprzez wytyczenie nowej lub przedłużenie istniejącej ulicy.
Największy napływ kolonistów zanotowano w latach 1783–1784. Akcję zakończono w roku 1789, pozwalając jednak mieszkającym już osadnikom niemieckim na tworzenie nowych osad. Ocenia się, że liczba osadników wyniosła ok. 14400 osób (ponad 3200 rodzin). Powstało 120 czysto niemieckich osad i 55 mieszanych, z czego państwo założyło bezpośrednio 127 kolonii (pozostałe powstały jako prywatne), z czego większość w Galicji Wschodniej, a znacząco mniej w Galicji Zachodniej. W okresie tym powstało również miasto Podgórze. Samodzielnymi gminami zostawały kolonie, w których osiadło przynajmniej 20 rodzin. Pośród kolonistów, których pochodzenie zanotowano największy odsetek stanowiły osoby z Palatynatu – ponad jedną trzecią. Starano się osadników grupować przede wszystkim według ich wyznania. Największą grupę stanowili protestanci, przede wszystkim luteranie (około 47%), w mniejszym stopniu kalwini (ok. 13%), a w najmniejszym mennonici (poniżej 1%), których w 1790 zaczęto wbrew ich woli traktować jak luteranów, a samodzielny zbór założyli dopiero w 1909 (Chrześcijańsko-mennonicka Gmina Kiernica-Lwów). Luteranie i kalwini zakładali nowe zbory na mocy patentu tolerancyjnego, a do zarządzania nimi pod koniec 1803 powstała superintendentura lwowska (diecezja). Osadnicy katoliccy (stanowiący ok. 39%) nie stawiali nowych kościołów (choć początkowo planowano je w Königsau, Kaisersdorf i Wiesenberg) a podlegali najbliższej parafii katolickiej. W kilku miejscach próbowano również osiedlać ludość żydowską (tubylczą), lecz takie kolonie szybko zanikły. W dobrach sandomierskich powstały również kolonie podobne do niemieckich, lecz na gorszej ziemi, zasiedlone przez około 750 rodzin polskich.
Szacunkowy koszt akcji kolonizacyjnej wyniósł około 3 000 000 złotych reńskich, czyli ponad 900 złr. na jedną rodzinę kolonistów. Kolonizacja nie przebiegła zgodnie z założeniami jej inicjatorów. Starano się o rzemieślników i profesjonalistów, natomiast zdecydowaną większość stanowili rolnicy. Chciano przyciągnąć osadników majętnych, tymczasem przybyli osadnicy stosunkowo biedni i polegający na pomocy państwowej.

## Lista osad
Poniżej przedstawione zostały wybrane kolonie józefińskie. W nawiasie podano niemiecką nazwę miejscowości, następnie rok założenia kolonii oraz jej charakter wyznaniowy w momencie jej założenia. Nazwa polska, to nazwa wsi, na której gruntach lokowano osadę, a w przypadku nowych osad – nazwa, jaką nosiła po wyjeździe niemieckich osadników.

### Galicja Zachodnia

#### Osady w dobrach starosądeckich

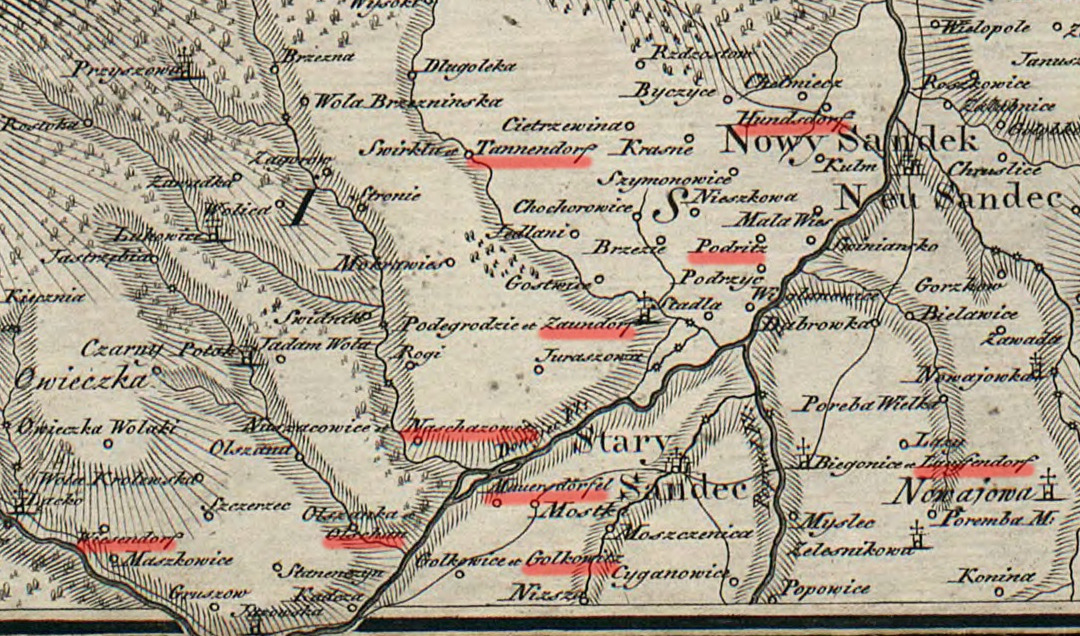
Wybrane kolonie wokół Nowego Sącza w 1797

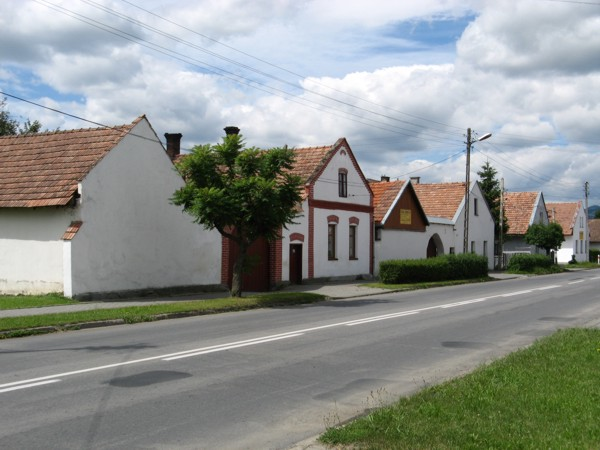
Zabudowa Gołkowic Dolnych z czasów kolonizacji józefińskiej

Kolonie w ziemi sądeckiej zakładane były w dobrach kameralnych starosądeckich, były niewielkie, nigdzie nie wytworzyły niezależnej zabudowy. Nowe fragmenty niektórych wsi otrzymały tutaj przedrostek „Deutsch” (np. Deutsch-Gaboń, Deutsch-Gołkowice), w innych przypadkach polskie nazwy wsi tłumaczono na język niemiecki (np. Biegonice = Laufendorf, Podrzecze = Unterbach) a niekiedy nadawano im nazwy niezwiązane z nazwą polską.
Lista osad rolniczych:
- Barcice Niemieckie (Deutsch Bartschitz, 1787, katolicka)
- Biczyce Niemieckie (Deutsch Bischitz, 1788, luterańska)
- Biegonice (Laufendorf, 1783, mieszana katolicko-luterańsko-reformowana)
- Chełmiec Niemiecki (Hundsdorf, 1783, mieszana katolicko-luterańsko-reformowana)
- Dąbrówka Niemiecka (Deutsch Dąbrówka, 1787, luterańska)
- Gaboń Niemiecki (Deutsch Gaben, 1783, mieszana katolicko-reformowana)
- Gołkowice Niemieckie (Deutsch Golkowitz, 1783, mieszana katolicko-luterańsko-reformowana)
- Gaj (Hutweide – przysiółek Świniarska, 1784, mieszana luterańsko-reformowana)
- Juraszowa (b.d.)
- Kadcza (Kadschau, 1785, mieszana luterańsko-reformowana)
- Łączki (Wiesendorf, 1783, katolicka)
- Mokra Wieś (Nassendorf, 1788, luterańska)
- Morawina (Morau), część miejscowości Moszczenica Niżna (1784, mieszana katolicko-luterańska)
- Mystków (Müstkau, 1788, katolicka)
- Naszacowice (Naschatowitz, 1783, mieszana luterańsko-reformowana)
- Olszanka (Ollschau, 1784, reformowana)
- Piątkowa (Sonnenschein, 1788, luterańska)
- Podegrodzie (Zaundorf, 1784, luterańska)
- Podmajerz (Neudörfel i Mayerdörfel, 1784, mieszana katolicko-luterańska)
- Podrzecze (Podritz lub Unterbach, 1783, mieszana luterańsko-reformowana)
- Rytro (Ritter, 1788, luterańska)
- Stadła (Stadlau, 1788, luterańska)
- Strzeszyce (Wachendorf, 1783, mieszana katolicko-luterańsko-reformowana)
- Szczereż (Ernsdorf, 1784, mieszana luterańsko-reformowana)
- Świerkla (Tannendorf, 1783, mieszana luterańsko-reformowana)
- Świniarsko (Schweinsanger, 1788, luterańska)
- Zagorzyn (1788, katolicka)
- Żbikowice (1783, mieszana luterańsko-reformowana)

#### Osady w dobrach niepołomickich
Kolonie w pobliżu Bochni zakładano w dobrach kameralnych niepołomickich.
Lista osad rolniczych:
- Bogucice (1783, mieszana luterańsko-reformowana)
- Bratucice (1783, katolicka)
- Gawłów Nowy (Neu Gawłów, 1784, mieszana katolicko-luterańska)
- Kłaj (1784, luterańska)
- Krzeczów (1783, luterańska)
- Książnice (Fürstenau, 1783, luterańska)
- Lednica Niemiecka (Detsch Lednica, 1784, luterańska)
- Majkowice Nowe (Neu Majkowice, 1784, mieszana katolicko-luterańsko-reformowana)
- Niepołomice (1783, katolicka)
- Kamionna (Steindorf, 1785, mieszana katolicko-luterańska)
- Trynitatis – ob. część Bochni (Trinitatis, 1785, mieszana katolicko-luterańsko-reformowana)
- Wójtostwo – ob. część Bochni (Vogtsdorf, 1785, mieszana katolicko-luterańsko-reformowana)

#### Osady w dobrach sandomierskich i leżajskich

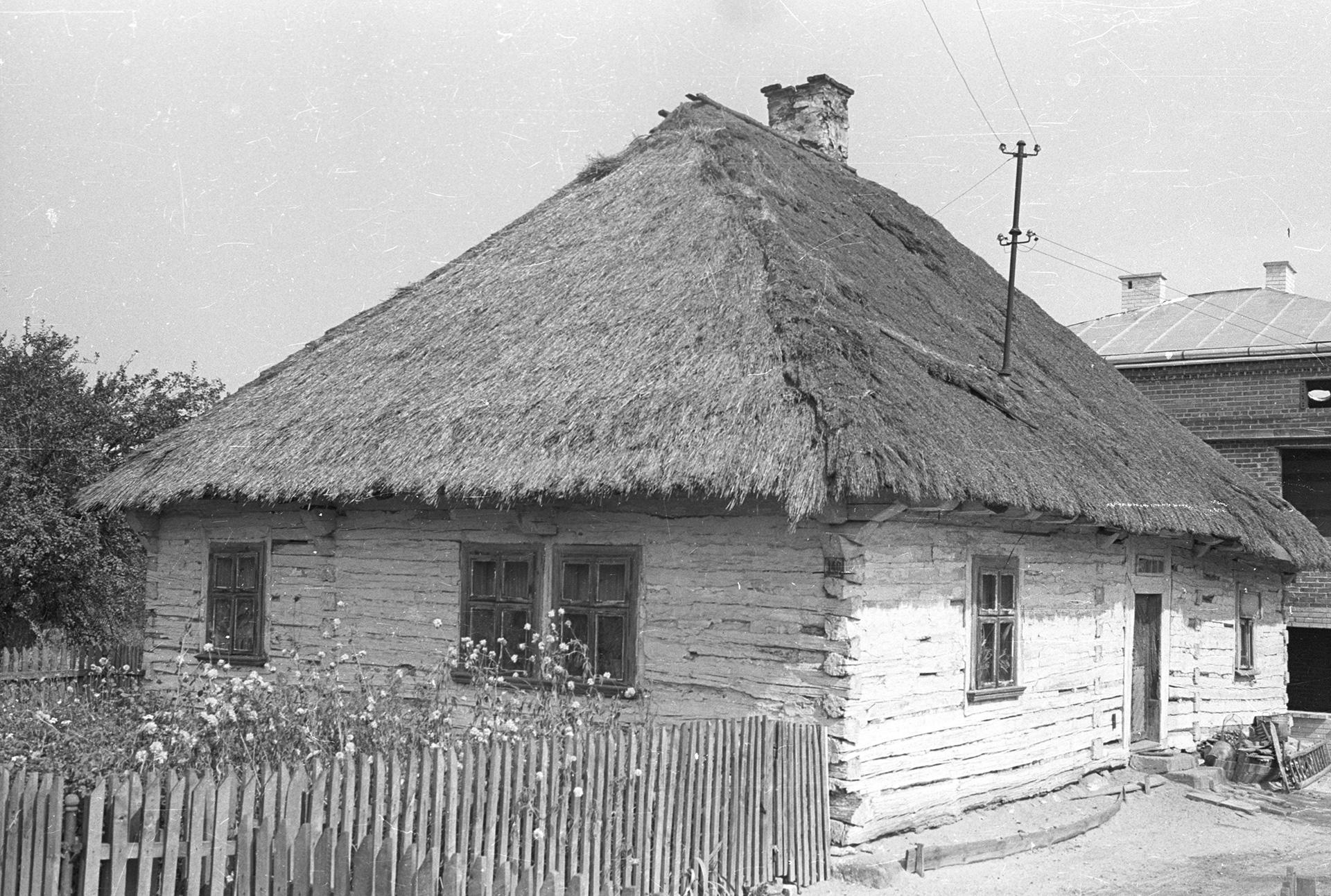
Chałupa z kolonizacji józefińskiej w Raniżowie

Osady w widle rzek Wisły i Sanu tworzone były w dobrach kameralnych sandomierskich i leżajskich. Osady w okolicach Mielca tworzyły ponadto nieformalną Wspólnotę Kolonijną Padew (Koloniegemeinde Padew).
Jednym z wybitnych przedstawicieli osadników niemieckich z Tuszowa Małego był Jan Sehn (1909-1965), profesor nadzwyczajny UJ, pełnomocnik Ministra Sprawiedliwości do ścigania zbrodniarzy hitlerowskich.
Lista osad rolniczych w dobrach sandomierskich:
- Czermin Kolonia (Hohenbach, 1783, mieszana katolicko-luterańsko-reformowana)
- Jata (Jattau, 1783, mieszana katolicko-luterańska)
- Jeżowe (1783, katolicka)
- Józefów na gruntach wsi Jaślany (Josephsdorf, 1783, katolicka)
- Kliszów (1784, katolicka)
- Ostrowy Tuszowskie (Sandlautern, 1783, katolicka)
- Padew Kolonia (Fallbrunn, 1783, katolicko-luterańska)
- Raniżów (Ranischau, 1783, mieszana luterańsko-reformowana)
- Kurzyna Wielka (Rauchersdorf Gross, 1783, katolicka)
- Kurzyna Mała (Rauchersdorf Klein, 1783, katolicko-luterańska)
- Sarnów (Reichsheim, 1783, mieszana luterańsko-reformowana)
- Orłów na gruntach wsi Pławo (Schönanger, 1783, katolicka)
- Kamień (Steinau, 1783, mieszana luterańsko-reformowana)
- Tuszów Kolonia (Tuschow/Tuszow, 1783, katolicko-luterańsko-reformowana)
- Nowy Dzikowiec (Wildenthal, 1783, katolicka)
- Wólka Tanewska (Tanefsau, dbr. k. Sandomierz, 1783, katolicka)

Osady w dobrach kameralnych leżajskich:
- Tarnawiec (Dornbach, 1786, katolicka)
- Gillershof (1788, reformowana)
- Königsberg  1786, reformowana)

### Galicja Wschodnia

#### Osady w dobrach lubaczowskich
W dobrach kameralnych lubaczowskich powstawały również kolonie rzemieślnicze. Część tych osad leży dziś po stronie polskiej, a część po ukraińskiej.
- Karolówka, na gruntach wsi Młodów (Burgau, 1783, katolicka)
- Dziewięcierz (Einsingen, 1783, luterańska)
- Potok Jaworowski, na gruntach wsi Kobylnica Ruska (Fehlbach, 1783, katolicka)
- Dąbków, na gruntach wsi Opaka (Felsendorf, 1783, reformowana)
- Kowalówka, na gruntach wsi Żuków (Freifeld, 1783, katolicka)
- Lipowiec (Lindenau, 1783, mieszana luterańsko-reformowana)
- Ostrowiec – obecnie dzielnica Lubaczowa (1783, mieszana katolicko-luterańska)
- Podlesie, na gruntach wsi Basznia (Reichau, 1783, luterańska)
- Smolin Kolonia (1783, luterańska)
- Polanka Horyniecka, na gruntach wsi Brusno (Deutschbach, 1785, mieszana katolicko-reformowana)

#### Osady w dobrach dobromilskich
Osady w rejonie Ustrzyk Dolnych (dobromilskie dobra kameralne) były dość duże, liczyły nawet ok. 200 osób (np. Falkenberg, Bandrów). Niemal wszystkie otrzymały swoje niemieckie nazwy. Wyjątkiem był Bandrów, gdzie niemiecka część otrzymała nazwę Bandrów Kolonia (jednakże w roku 1792 sąd szlachecki we Lwowie utworzył odrębną jednostkę administracyjną, którą nazwano Deutsch Bandrow), a część zamieszkaną przez dawnych mieszkańców (Rusinów) nazywało się odtąd Bandrów Narodowy (urzędowa nazwa brzmiała Bandrow Nationale), zdecydowana większość osadników z powiatu sanockiego pochodziła z obszaru Palatynatu z okolic dolin rzeki Nahe i Glan, ludność ta mówiła dialektem szwabskim, pozostali pochodzili z Austrii i Czech. Potomkowie dawnych osadników odwiedzają nadal rodzinne strony, publikowane są wydawnictwa okolicznościowe. Jednym z najwybitniejszych przedstawicieli dawnych osadników niemieckich ziemi sanockiej jest prof. Adam Fastnacht. Formą zabudowy wsi był system frankoński, tzw. łańcuchówka, stosowana powszechnie w południowych Niemczech.
Lista osad:
- Bandrów Kolonia (1783, mieszana luterańsko-reformowana)
- Siegenthal na gruntach Berehów Dolnych (1788, luterańska)
- Engelsbrunn na gruntach Huczka, od 1924 w granicach Dobromila (1783, katolicka)
- Falkenberg (od 1939 Sokołów Dobromilski) na gruntach Hujska (1783, mieszana katolicko-luterańska)
- Makowa Kolonia (Hohberg, 1783, mieszana luterańsko-reformowana)
- Rosenburg (1939 Radyczówka) na gruntach Pietnic (1783, katolicka)
- Prinzenthal na gruntach Smerecznej (1784, mieszana luterańsko-reformowana)
- Steinfels na gruntach Stebnika (1784, mieszana katolicko-luterańsko-reformowana)
- Obersdorf (od 1938 Wyżne), 1784)

#### Pozostałe
Osady w dobrach kameralnych drohobyckich:
- Brygidyn (Brigidau, 1783, luterańska)
- Bystrzyca (1785, katolicka)
- Kranzberg na gruntach Dublan (1784, katolicka)
- Korosnica (Josephsberg, 1784, reformowana)
- Łużek Dolny (1783, katolicka)
- Polminowice (Neudorf) na gruntach Bolechowca (1783, mieszana katolicko-luterańska)
- Równe (Königsau, 1783, katolicka)
- Stronna (1785, luterańska)
- Uliczna (Gassendorf, 1784, luterańska)
- Wypuczki (Ugartsberg, 1785, reformowana)

Osady w dobrach kameralnych samborskich:
- Burczyce (Neu Burczyce, 1785, luterańska)
- Czukiew (Neudorf, 1783, mieszana katolicko-luterańska)
- Kalinów (Kaisersdorf, 1783, katolicka)
- Kupnowice (Josephsdorf, 1783, luterańska)

Osady w dobrach kameralnych jaworowskich:
- Berdychów (Berdikau, 1783, luterańska)
- Mużyłowice (Münchenthal, 1783, katolicka)
- Ożomla (Schumlau, 1783, luterańska)
- Podłuby Wielkie (Moosberg, 1785, reformowana)
- Hartfeld na gruntach Rzeczyczan (1783, luterańska)

Osady w dobrach kameralnych Gródka Jagiellońskiego:
- Białogóra (Weissenberg, 1786, katolicka)
- Krasów (Reichenbach, 1789, luterańska)
- Krynica (Kiernica) (Brundorf, 1788, katolicka)
- Stodółki (Ebenau, 1786, katolicka)
- Vorderberg (1788, katolicka)

Osady w dobrach kameralnych janowskich:
- Burgthal, 1788, mieszana katolicko-luterańska)
- Schönthal (1785, luterańska)
- Porzecze Janowskie (Rottenhan, 1785, luterańska)
- Ottenhausen na gruntach Wielkopola (1786, katolicka)

Osady w dobrach kameralnych szczerzeckich:
- Chrusno Nowe (Neu Chrusno, 1789, luterańska)
- Ternopilja (Dornfeld) na gruntach Dobrzan (1786, luterańska)
- Serdyca (Einsiedel, 1786, mennonicka)
- Lubiana (Lindenfeld, 1788, reformowana)
- Szczerzec (Rosenberg, 1786, mieszana reformowano-mennonicka)

Osady w dobrach kameralnych kałuskich:
- Kałusz Nowy (Neu Kałusz, 1784, mieszana katolicko-luterańska)
- Zełenyj Jar (Landestreu) na gruntach Nowicy (1783, luterańska)
- Siwka Kałuska (Ugartsthal, 1784, luterańska)

Osady w dobrach kameralnych kimirskich:
- Dobrzanica Kolonia (1785, mieszana katolicko-reformowana)
- Kimirz Kolonia (1784, katolicka)
- Podhajczyki (Unterwalden, 1784, mieszana luterańsko-reformowana)
- Uszkowice (Josephsthal, 1784, luterańska)

Osady w dobrach kameralnych stryjskich:
- Komarów (Galsendorf, 1786, mieszana katolicko-luterańsko-reformowana)
- Oleksice Nowe (Neu Oleksice, 1786, luterańska)

Osady w dobrach kameralnych mierzwickich:
- Mierzwica (Wiesenberg, 1786, katolicka)
- Mokrotyn Kolonia (1786, katolicka)

Osady w dobrach kameralnych Bóbrki:
- Pietniczany (Mühlbach, 1786, katolicka)
- Sarniki (Rehfeld, 1786, katolicka)

Osady w dobrach kameralnych winnickich:
- Pidhirne (Unterbergen, 1785, mieszana luterańsko-reformowana)
- Winniki (Weinbergen, 1785, mieszana luterańsko-reformowana)

Osady w innych dobrach kameralnych:
- Choronów (Bruckenthal, dobra kameralne Mosty, 1786, katolicka)
- Józefów (dobra kameralne Radziechów, 1783)
- Nadziejów (Hoffnungsau, dobra kameralne Dolina, 1784, katolicka)
- Nikonkowice (Falkenstein, dobra kameralne Nikonkowice, 1784, mieszana luterańsko-reformowano-mennonicka)
- Pyszówka (Rehberg, dobra kameralne Mościska, 1788, reformowana)
- Różaniec (dobra kameralne Tarnogród)
- Zimna Woda (Kaltwasser, dobra kameralne Lwów, 1784, mieszana katolicko-reformowano-luterańska)

Osady w dobrach prywatnych:
- Beckersdorf (dobra prywatne Podhajce, 1784, katolicka)
- Bedrykowce (1785)
- Czarnokońce
- Korchów (dobra prywatne Tarnogród)
- Miączyn
- Mierów (dobra prywatne Radziechów, 1785)
- Śniatycze

### Bukowina
Kolonizacja Bukowiny na mocy patentu józefińskiego odbyła się w latach 1782–1787. W porównaniu do Galicji była ograniczona. Do 1787 w dziewięciu miejscowościach osiedliło się około 75 rodzin.
Lista osad na Bukowinie:
- Frătăuții (niem. Fratautz, na północ od Radowców, 16 rodzin),
- Ilișești (niem. Illischestie, 12 rodzin)
- Satu Mare (niem. Satulmare, 8 rodzin)
- Milișăuți (niem. Milleschoutz, 8 rodzin)
- Bădeuți (niem. Badeutz, 8 rodzin)
- Ițcani (niem. Itzkany, obecnie północna dzielnica Suczawy, 8 rodzin)
- St. Onufry (na zachód od Seretu, 8 rodzin)
- Tereblestie (obecnie na Ukrainie, w rejonie hlibockim, 7 rodzin)
- Arbore (niem. Arbora, 7 rodzin).